# IC 1959
IC 1959 — галактика типу SBm () у сузір'ї Годинник.
Цей об'єкт міститься в оригінальній редакції індексного каталогу.